# 航空宇宙技術研究所
航空宇宙技術研究所（こうくううちゅうぎじゅつけんきゅうしょ、通称：航技研、National Aerospace Laboratory of Japan, NAL）は、総理府（現内閣府）科学技術行政協議会により1955年（昭和30年）に設立された日本の研究所。当初は「航空技術研究所」の名称で設立され、8年後の1963年（昭和38年）に科学技術庁（現文部科学省）「航空宇宙技術研究所」と改称された。 省庁再編により2001年（平成13年）1月1日より「文部科学省航空宇宙技術研究所」となったが、独立行政法人化により同年4月1日より「独立行政法人航空宇宙技術研究所」と組織が変更された。2003年（平成15年）10月1日に文部科学省宇宙科学研究所（ISAS）、特殊法人宇宙開発事業団（NASDA）と統合され、独立行政法人宇宙航空研究開発機構（JAXA）が発足し現在に至る。

## 場所
旧NALは以下の3つの事業所から成っていた。現在の宇宙航空研究開発機構 (JAXA) の事業所名との対比を示す。
- 航空宇宙技術研究所（本所）（東京都調布市）：現JAXA本社、調布航空宇宙センター
- 調布飛行場分室（東京都三鷹市）：現JAXA調布航空宇宙センター飛行場分室
- 角田宇宙推進技術研究所（宮城県角田市）：現JAXA角田宇宙センター

航空宇宙技術研究所（本所）の所在地は、東京都調布市深大寺東町7-44-1だが、以前は東京都三鷹市新川600であった。これは、以前は東八道路（三鷹市）側にあった正門が三鷹通り（調布市）側に移ったからである。

## 組織
旧航空宇宙技術研究所の敷地には、次の組織を設置。
- 独立行政法人法による、宇宙航空研究開発機構の本社。
- 研究開発本部 - 統合前の各技術研究部の横断調整部門。
- 航空プログラムグループ - 航空工学関連の基礎研究部門

また角田宇宙推進技術研究所は、旧NASDAの角田ロケット開発センターとともに現在は角田宇宙センターとなり宇宙輸送ミッション本部の所属となっている。

### 研究所の役割
研究所の目的は、航空機に関する基礎および応用研究、次世代の航空機への適用を目指す先端的研究である。試験機関としての側面も持っており、大型試験設備としては、各種の風洞群やスーパーコンピュータのNSシステム（「数値風洞」）は、NISとして企業や大学などからの利用も多い。風速1m/sからマッハ15の極超音速までの速度領域をカバーする、9つの実用風洞設備を有しており、自動車など航空以外の産業からの利用もある。

## 沿革
前史及び、発足については、宇宙科学研究所参照のこと。設立以降、航空宇宙分野の国立研究所として活動を続けてきた。戦後、国産初の旅客機YS-11の開発にあたり、東京大学附属生産技術研究所と共同で、主として航空機研究開発の基礎的研究を実施してきた。現在、東京大学先端科学技術研究センター内にある風洞は、本研究所と東京大学附属生産技術研究所、宇宙科学研究所の3部門で開発を行った手作り風洞である。

### 業務史
- 国産旅客機YS-11の開発支援。
- 短距離離着陸 (STOL) 実験機「飛鳥」の開発。
- 「飛鳥」に搭載する国産では初となったターボファンエンジン FJR710の開発。
- H-IIロケットの第一段ロケットエンジンLE-7用液酸ターボポンプの開発(宇宙開発事業団）
- 極超音速飛行実験機 (HYFLEX) と小型自動着陸実験機 (ALFLEX) の共同開発（宇宙開発事業団）
- 新幹線500系電車の開発支援（先頭形状のCFD解析を実施）

その他、次世代超音速輸送機(実験機NEXST-1)や成層圏プラットフォームなどの研究開発と協力などを実施。
1960年代から1970年代にかけてはターボジェットエンジンを搭載した垂直離着陸機の研究も行っていた。

### 統合後
2003年（平成15年）10月に宇宙開発事業団・宇宙科学研究所と統合され、独立行政法人宇宙航空研究開発機構 (JAXA) の一部門となった。航空宇宙技術研究所の組織の大部分は総合技術研究本部となり、航空および宇宙の研究分野を合わせて行うこととなった。
2005年（平成17年）10月に小型超音速無人機の再実験が行われ、ようやく成功を収めた。将来的にはコンコルドの後継機を国際共同開発する計画がある。

### 計算技術
数値シミュレーションなどを主とした計算技術にも古くから取り組んでいる。各時代のほぼ先端ランクのHPC機材を運用してきており、またメーカーとで開発にも関与している。1993年（平成5年）に富士通と共同開発した「数値風洞 (NWT)」は、当時世界最速のスーパーコンピュータとして話題になった。

## 現在
前述の統合後にもあるように、YS-11後継機としての中型ビジネスジェット機の開発が開始されており、順調にいけば2010年代の初フライトになる予定。また、超音速機に関しては、陸上飛行時に問題となるソニックブーム低減に向けた研究などで、NASAとの間での共同研究が実施される。エンジン研究では、将来を見据えた極超音速機用スクラムジェットエンジンなどで基礎研究が継続されている。その他、次世代運航システム、成層圏プラットホーム、航空機用複合材料などの研究が行われている。
付記）次世代小型ビジネスジェット機は、本田技研工業が開発。次世代中型ビジネスジェット機は、Mitsubishi SpaceJetの名で知られているが、三菱重工業が開発したものである。本研究所では、これらのうちMitsubishi SpaceJetには技術支援などを行ってきた。HondaJetの名で知られる、次世代小型ジェット機は、本田技研工業の独自技術及びアメリカ航空宇宙局エイムズリサーチセンターでの共同研究。そして、アメリカ合衆国の連邦航空局による認証によって生産・販売が開始されたもの。

## 施設概要
- 本部棟
  - 事務関連の部署を設置。
  - 大型計算機室 - 数値風洞システム（富士通製）等が稼働
  - 航空宇宙プログラムグループの研究室
- 開発実験室
  - 航空関連の試作開発室
  - 小型モックアップの開発室
  - ジェットエンジンの開発室
- 風洞実験室
  - 低速風洞A,B,C
  - 音速風洞A,B,C
  - 超音速風洞A,B,C（最大マッハ15までの試験が可能。動力は、ジェットエンジン）

### 該当項目
- スーパーコンピュータ - 数値風洞システム
- 航空宇宙工学
  - YS-11
  - 飛鳥 (航空機)
  - HOPE (宇宙往還機)
  - スクラムジェットエンジン
  - JRシリーズ